# Chulilla
Chulilla (valencianisch Xulilla) ist eine Gemeinde und ein Dorf in der spanischen Provinz Valencia. Sie befindet sich im Comarca Los Serranos.

## Geografie
Das Dorf liegt am Hang eines hohen Vorgebirges, das von einer maurischen Burg dominiert wird, die auf der Seite der Stadt Türme und Mauern bewahrt, denn auf der dem Fluss zugewandten Seite befindet sich eine beeindruckende Schlucht, die sie uneinnehmbar macht, so dass auf dieser Seite keine Verteidigungsanlagen vorhanden sind.
Der größte Teil der Gemeinde erstreckt sich über kreidezeitliches Terrain. Auf diesem Kalksteinplateau hat die Erosion des Flusses Turia eine Schlucht und den Salto de Chulilla geschaffen, der 160 Meter tief und 10 Meter breit ist. Die Vegetation besteht aus Kiefernwäldern und mediterraner Macchie.

## Tourismus
Die Gemeinde ist ein wichtiges Gebiet für den Klettertourismus.